# Trifurcula lavandulae
Trifurcula lavandulae là một loài bướm đêm thuộc họ Nepticulidae. Nó được tìm thấy ở Tây Ban Nha và miền nam Pháp.
Sải cánh dài 5-5.6 mm.
Ấu trùng ăn Lavandula angustifolia và Lavandula latifolia. The mine the leaves of their host plant.